# 生物的防除

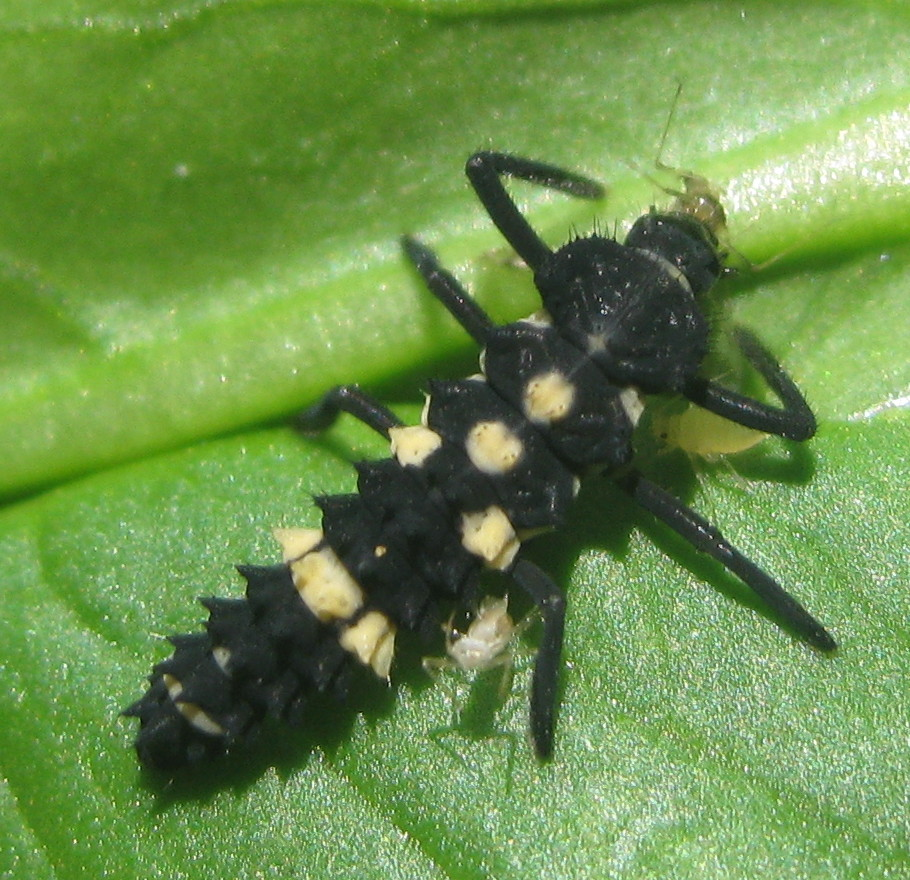
アブラムシを捕食するテントウムシの幼虫

生物的防除（せいぶつてきぼうじょ、biological control）とは、農業、園芸において、加害する病害虫の天敵を導入し、病害虫密度を下げる防除法のこと。
生物を利用した防除法全般を指す生物学的防除(biorational control)とは区別される。

## 概要
生物的防除の長所は、対象となる虫以外への作用が少なく化学的防除に比べ残留毒性が低いことや、薬剤耐性がつきにくいこと、天敵者自身が探索して防除するため、作業の省力化に有効であること、などがある。短所として、対象となる害虫が限定されること、環境要因によって効果の振れ幅が大きいこと、効果の発現に時間がかかり、使用適期の習熟が難しいこと、生物農薬は価格が高く、保存が困難であること。導入した種が現地在来の生物を捕食する外来種問題化してしまった例（マングース、ヤマヒタチオビ等）などがある。
生物的防除に利用される生物は、捕食者（例：テントウムシ類など）、捕食寄生者（例：コバチ類など）、寄生性線虫（例：Steinernematidae属など）、病原微生物(例：BT剤など)の4つに分類される。生物的防除における害虫と天敵の関係には
1. 侵入害虫と導入天敵
2. 侵入害虫と土着天敵
3. 土着害虫と導入天敵
4. 土着害虫と土着天敵

の4つの組み合わせがあるが、アメリカなどの成功例の多くは「侵入害虫と導入天敵」と「土着害虫と導入天敵」の組み合わせである。導入用の生物農薬は日本ではその多くが輸入品となり、農薬取締法によって規制される。生物農薬による防除はビニールハウスのように密閉された空間で行われ、期待される防除期間も短期的なものである。化学農薬と比べて効果が現れるのに時間がかかり、害虫と天敵の生態バランスが崩れた時には突発的に害虫が大発生する場合もあるため、化学農薬との併用が基本となる。
1980年代以降には、天敵生物にとって住みよい環境を整え、持続的に天敵生物を維持・供給するバンカー法の研究が進められている。また、露地栽培や果樹園などの開放的な農場には土着天敵のほうが適しているため、フェロモン剤や選択性殺虫剤といった環境負荷の低い防除手段と併用する事例が増えている。

## 歴史
生物的防除の発想は古くからあり、304年に中国で著された『南方草木状』には害虫防除のためにアリを導入した記録がある。近代的な生物的防除研究は、1880年代にアメリカのカリフォルニア州でベダリアテントウを利用したイセリアカイガラムシの防除の成功が端緒となり、世界各地で天敵の研究が盛んになった。日本でも1909年に素木得一がベダリアテントウを台湾に導入し、2年後に静岡県に移入して成果を上げた。第二次世界大戦後の化学農薬の普及によって研究は一旦下火になったが、環境問題の顕在化や薬剤抵抗性害虫の出現によって再評価されるようになった。

## 代表的な天敵および生物農薬
- BT剤 - （チョウ目に卒倒病を引き起こす）
- オンシツツヤコバチ（Encarsia formosa） - （オンシツコナジラミの天敵）
- チリカブリダニ - （ナミハダニの天敵）
- ベダリアテントウ - （イセリアカイガラムシの天敵）
- ルビーアカヤドリコバチ - （ルビーロウムシの天敵）
- チュウゴクオナガコバチ- (クリタマバチの天敵)
- ヤノネキイロコバチ、ヤノネツヤコバチ- (ヤノネカイガラムシの天敵)